# Гарнье-Пажес, Луи-Антуан
Луи-Антуа́н Паже́с, прозванный Гарнье́-Паже́с (фр. Louis-Antoine Garnier-Pagès; 16 февраля 1803 года, Марсель — 31 октября 1878 года, Париж) — французский политик, министр и депутат; умеренный республиканец, боровшийся более с радикалами, чем с монархистами; мэр Парижа; единоутробный брат политика Этьена Гарнье.

## Биография
С 1841 года — оппозиционный депутат, избранный в палату депутатов после смерти брата и занявший скромное место в рядах умеренной оппозиции, значительно уступая умершему в дарованиях, но походя на него честностью характера и убеждений.
После февральской революции 1848 года, в которой принимал активное участие, стал мэром Парижа, в марте-июне — министром финансов. Чтобы спасти государство от неминуемого банкротства, не прибегая к выпуску бумажных денег, к принудительному займу или конфискации имущества Орлеанов, он решился на повышение налогов, нанесшее тяжёлый удар его популярности.
В начале мая был избран одним из пяти членов исполнительной комиссии; после её падения в качестве члена учредительного собрания не переставал бороться против реакции. Его кандидатура в законодательное собрание ввиду его возраставшей непопулярности не имела успеха, и он надолго принужден был отказаться от политической роли.
В 1864 г. вновь появился в законодательном корпусе, в рядах оппозиции, но занимался больше финансовыми вопросами и иностранной политикой.
С 4 сентября 1870 года член правительства национальной обороны; выдающейся роли не играл и не был выбран в национальное собрание.

## Труды
- «История революции 1848» (Histoire de la Révolution de 1848; 1861-2, русск. пер. СПб., 1862-64)
- «Commission exécutive» (1869-72);
- «L’Opposition et l’Empire en 1870» (1873)
- «Une page d’histoire» (1876).